# Locking Castle
Locking Castle är ett slott i Storbritannien.   Det ligger i kommunen North Somerset och riksdelen England, i den södra delen av landet, 190 km väster om huvudstaden London. Locking Castle ligger 16 meter över havet.
Terrängen runt Locking Castle är platt åt nordväst, men åt sydost är den kuperad. Runt Locking Castle är det ganska tätbefolkat, med 179 invånare per kvadratkilometer. Närmaste större samhälle är Weston-super-Mare, 4,3 km väster om Locking Castle. Trakten runt Locking Castle består till största delen av jordbruksmark.